# Bilimchanovastadion
Bilimchanovastadion (ryska: Стадион имени Билимханова Stadion imeni Bilimchanova) är en sportanläggning i centrala Groznyj i Tjetjenien i Ryssland. Bland annat finns det där en fotbollsplan och flera lokaler för olika sportsaktiviteter (boxning, brottning med mera). Fotbollsarenan har en kapacitet på runt 10 000 åskådare.
Tjetjeniens dåvarande mufti, Achmat Kadyrov, mördades i ett bombattentat här den 9 maj 2004.
Stadion var mellan 2004 och 2011 hemmaarena för FK Terek Groznyj, men ersattes av Achmat Arena, som stod färdigbyggd i maj 2011.